# NGC 3308
NGC 3308 é uma galáxia elíptica (E/SB0) localizada na direcção da constelação de Hydra. Possui uma declinação de -27° 26' 14" e uma ascensão recta de 10 horas, 36 minutos e 22,3 segundos.
A galáxia NGC 3308 foi descoberta em 24 de Março de 1835 por John Herschel.